# Valószínűséggeneráló függvény
A valószínűséggeneráló függvény a valószínűségszámításban a diszkrét valószínűségi változók eloszlásait jellemző függvény. Minden természetes számokat értékként felvevő eloszláshoz hozzárendelhető valószínűséggeneráló függvény, és minden valószínűséggeneráló függvényhez egyértelműen tartozik természetes számokat értékül adó eloszlás.
A hozzárendelés alapján a valószínűséggeneráló függvény segítségével lehet következtetni a valószínűségi változó tulajdonságaira. A valószínűségi változókon végzett műveleteknek megfelelnek a valószínűséggeneráló függvényeken végzett műveletek. Így kapcsolatban állnak a valószínűséggeneráló függvény deriváltjai és az eloszlás várható értéke, szórásnégyzete és további momentumai. A független változók összeadása az eloszlások konvolúciójának és a valószínűséggeneráló függvények szorzásának. A fontos műveletek egyszerűsítése lehetővé teszi olyan bonyolult sztochasztikus objektumok vizsgálatát,  mint a Galton-Watson-folyamat.

## Definíció
A valószínűséggeneráló függvény kétféleképpen is definiálható, ezek azonban ekvivalensek. Az egyik a valószínűségeloszláson, a másik a valószínűségi változón alapul. Mindkét definícióban teljesül a {\displaystyle 0^{0}:=1} összefüggés. A továbbiakban {\displaystyle \mathbb {N} _{0}} jelöli a természetes számokat, beleértve a nullát, avagy a nemnegatív egész számokat.

### Valószínűségeloszlásokra
Legyen {\displaystyle P} valószínűségeloszlás az {\displaystyle (\mathbb {N} _{0},{\mathcal {P}}(\mathbb {N} _{0}))} halmazon, és valószínűségi függvénye {\displaystyle f_{P}(k)=P(\{k\})}! Ekkor az {\displaystyle m_{P}\colon [0,1]\to [0,1]} függvény, aminek definíciója
{\displaystyle m_{P}(t)=\sum _{k=0}^{\infty }f_{P}(k)t^{k}}
{\displaystyle P}, illetve {\displaystyle f_{P}} valószínűséggeneráló függvénye.

### Valószínűségi változókra
Ha az {\displaystyle X} valószínűségi változó értékei {\displaystyle \mathbb {N} _{0}}-ból valók, akkor a valószínűséggeneráló függvény egy {\displaystyle m_{X}\colon [0,1]\to [0,1]} függvény, aminek definíciója
{\displaystyle m_{X}(t):=m_{P\circ X^{-1}}(t)=\sum _{k=0}^{\infty }t^{k}P[X=k]}.
Ez  {\displaystyle X}, illetve {\displaystyle P_{X}} valószínűséggeneráló függvénye.
Ezzel egy valószínűségi változó valószínűséggeneráló függvénye megegyezik eloszlásának valószínűséggeneráló függvényével. Alternatívan, a várható érték segítségével is definiálható:
{\displaystyle m_{X}(t):=\operatorname {E} \left[t^{X}\right]}.

## Elemi példák
Adva legyen egy Bernoulli-eloszlású {\displaystyle X} valószínűségi változó, azaz {\displaystyle X\sim \operatorname {Ber} (p)}. Ekkor {\displaystyle P(X=0)=1-p} és {\displaystyle P(X=1)=p}. Formálisan, {\displaystyle X} értékeit {\displaystyle \mathbb {N} _{0}}-ból veszi fel, de {\displaystyle P(X=n)=0} minden {\displaystyle n\geq 2} számra. Ekkor
{\displaystyle m_{X}(t)=\sum _{k=0}^{\infty }t^{k}P[X=k]=pt+1-p}.
Ha {\displaystyle X} binomiális eloszlású az {\displaystyle n} és {\displaystyle p} paraméterekkel, azaz {\displaystyle X\sim \operatorname {Bin} _{n,p}}, akkor {\displaystyle k\leq n} esetén a valószínűségek
{\displaystyle P(X=k)={\binom {n}{k}}p^{k}(1-p)^{n-k}}
és  {\displaystyle P(X=k)=0}, ha {\displaystyle k>n}. A valószínűséggeneráló függvény a binomiális tétel miatt
{\displaystyle m_{X}(t)=\sum _{k=0}^{n}{\binom {n}{k}}(pt)^{k}(1-p)^{n-k}=(pt+1-p)^{n}}.

## Tulajdonságai

### Függvénytulajdonságok
A valószínűséggeneráló függvény hatványsor, aminek konvergenciasugara nagyobb, mint 1, azaz konvergens minden {\displaystyle t\in [0,1]} esetén. Ehhez szükséges, hogy az együtthatók ne legyenek negatívak, és összegük 1 legyen. Ekkor {\displaystyle \sum _{k=0}^{\infty }\left|t^{k}P[X=k]\right|\leq 1} minden {\displaystyle t\in [-1,1]} esetén. Ekkor a vizsgált  {\displaystyle [0,1]} szakaszon is teljesülnek a hatványsorok tulajdonságai: folytonosak, sőt végtelen sokszor differenciálhatók a {\displaystyle [0,1)} intervallumon.
Mivel minden {\displaystyle x^{k}} monom konvex és monoton növő, és ezek a tulajdonságok kúp kombinációkra is megmaradnak, azért a valószínűséggeneráló függvények is konvexek és monoton növők. 

### Megfordíthatóság
Nemcsak az eloszlásoknak van egyértelműen valószínűséggeneráló függvénye, hanem megfordítva, a valószínűséggeneráló függvény is egyértelműen meghatározza az eloszlást. Formálisan, ha {\displaystyle X} és {\displaystyle Y} {\displaystyle \mathbb {N} _{0}} értékű valószínűségi változók, és {\displaystyle m_{X}(t)=m_{Y}(t)} minden {\displaystyle t\in [0,c]} esetén, ahol {\displaystyle c>0}, akkor {\displaystyle P[X=k]=P[Y=k]} minden {\displaystyle k\in \mathbb {N} _{0}} esetén.
Ugyanis a Taylor-képlet szerint minden {\displaystyle k\in \mathbb {N} _{0}} esetén
{\displaystyle P[X=k]={\dfrac {m_{X}^{(k)}(0)}{k!}}={\dfrac {m_{Y}^{(k)}(0)}{k!}}=P[Y=k]}.
Ez az összefüggés mutatja, hogy {\displaystyle m_{X}} generálja a {\displaystyle P[X=k]} valószínűségeket, és a valószínűségi függvény rekonstruálható a valószínűséggeneráló függvényből.

### Valószínűségi változók összege és eloszlások konvolúciója
Ha {\displaystyle X} és {\displaystyle Y} független valószínűségi változók, melyek értéküket {\displaystyle \mathbb {N} _{0}}-ból veszik fel, akkor az {\displaystyle X+Y} valószínűségi változó valószínűséggeneráló függvénye
{\displaystyle m_{X+Y}(t)=\operatorname {E} (t^{X+Y})=\operatorname {E} (t^{X}\cdot t^{Y})=\operatorname {E} (t^{X})\cdot \operatorname {E} (t^{Y})=m_{X}(t)\cdot m_{Y}(t)},
mivel {\displaystyle X} és {\displaystyle Y} függetlensége miatt {\displaystyle t^{X}} és {\displaystyle t^{Y}} is független.
Ez az eredmény általánosítható véges összegre is: Ha {\displaystyle X_{1},\ldots ,X_{n}} független valószínűségi változók, és értékük {\displaystyle \mathbb {N} _{0}}-beli, akkor az {\displaystyle S_{n}=\sum _{i=1}^{n}X_{i}} valószínűségi változóra
{\displaystyle m_{S_{n}}(t)=\prod _{i=1}^{n}m_{X_{i}}(t)}.
Következik, hogy ha {\displaystyle P,Q} valószínűségi mértékek, akkor konvolúciójuk, {\displaystyle P*Q} valószínűséggeneráló függvénye
{\displaystyle m_{P*Q}(t)=m_{P}(t)m_{Q}(t)}.
Példa:
Legyen {\displaystyle X_{1},X_{2}} független Bernoulli-eloszlású valószínűségi változó, ugyanazzal a  {\displaystyle p} paraméterrel. Ekkor összegük binomiális eloszlás a {\displaystyle 2} és {\displaystyle p} paraméterekkel, tehát {\displaystyle X_{1}+X_{2}\sim \operatorname {Bin} _{2,p}}. A Bernoulli-eloszlások és a binomiális eloszlás valószínűséggeneráló függvénye
{\displaystyle m_{X_{1}}(t)\cdot m_{X2}(t)=(1-p+pt)^{2}=m_{\operatorname {Bin} _{2,p}}(t)=m_{X_{1}+X_{2}}(t)}.

### Momentumgenerálás
Egy  {\displaystyle \mathbb {N} _{0}} értékű {\displaystyle X} valószínűségi változóra és {\displaystyle k\in \mathbb {N} _{0}}-ra teljesül, hogy
{\displaystyle \operatorname {E} \left[{\binom {X}{k}}\right]={\dfrac {\lim _{t\uparrow 1}m_{X}^{(k)}(t)}{k!}}}
illetve
{\displaystyle \operatorname {E} \left[X(X-1)\dots (X-k+1)\right]=\lim _{t\uparrow 1}m_{X}^{(k)}(t)}.
Az egyenlőségek két oldala véges, ha {\displaystyle \operatorname {E} \left[X^{k}\right]} véges.
Eszerint egy {\displaystyle \mathbb {N} _{0}} értékű valószínűségi változó várható értéke és szórásnégyzete:
{\displaystyle \operatorname {E} \left[X\right]=\lim _{t\uparrow 1}m_{X}'(t)},
{\displaystyle \operatorname {Var} \left[X\right]=\operatorname {E} \left[X(X-1)\right]+\operatorname {E} \left[X\right]-\operatorname {E} \left[X\right]^{2}=\lim _{t\uparrow 1}\left(m_{X}''(t)+m_{X}'(t)-m_{X}'(t)^{2}\right)}.
Lényeges, hogy itt a bal oldali határértéket vegyük figyelembe, mivel a hatványsorok nem feltétlenül differenciálhatók a peremen.
Példa:
Legyen {\displaystyle X} binomiális eloszlású valószínűségi változó, azaz {\displaystyle X\sim \operatorname {Bin} _{n,p}}. Ekkor
{\displaystyle m_{X}(t)=(pt+1-p)^{n},\quad m'_{X}(t)=np(pt+1-p)^{n-1}{\text{ és }}m''_{X}(t)=n(n-1)p^{2}(pt+1-p)^{n-2}}
Mindkét derivált polinom, így kiértékelhetők a {\displaystyle t=1} helyen, ami megegyezik a bal határértékkel. Ezzel
{\displaystyle m'_{X}(1)=np{\text{ és }}m''_{X}(1)=n(n-1)p^{2}}.
A fenti eredményekkel
{\displaystyle \operatorname {E} (X)=m'_{X}(1)=np,\quad \operatorname {Var} (X)=m_{X}''(1)+m_{X}'(1)-m_{X}'(1)^{2}=np(1-p)}.

### Valószínűségi változók lineáris transzformációja
A lineáris transzformációk hatása a valószínűséggenerátor függvényre:
{\displaystyle m_{aX+b}(t)=t^{b}m_{X}(t^{a})}. Így több diszkrét valószínűségi változó helyett is vizsgálható egész értékűre transzformált formája.
Példa:
Ha {\displaystyle X} Bernoulli-eloszlású valószínűségi változó, azaz {\displaystyle X\sim \operatorname {Ber} (p)}, akkor  {\displaystyle a,b\in \mathbb {N} } esetén az {\displaystyle Y=aX+b} valószínűségi változó eloszlása kétpontos, értékkészlete {\displaystyle \{a,a+b\}}. Valószínűséggeneráló függvénye
{\displaystyle m_{Y}(t)=m_{aX+b}(t)=t^{b}m_{X}(t^{a})=t^{b}\cdot (1-p+pt^{a})=(1-p)t^{b}+pt^{a+b}}.

### Konvergencia
A valószínűséggeneráló függvény pontonkénti konvergenciája közvetlenül kapcsolatba hozható a valószínűségbeli konvergenciával:
Legyenek {\displaystyle X,X_{1},X_{2},X_{3},\dots } valószínűségi változók, és valószínűséggeneráló függvényeik {\displaystyle m,m_{1},m_{2},m_{3},\dots }! Ekkor az {\displaystyle X_{n}}-ek pontosan akkor konvergálnak eloszlásban egy {\displaystyle X} valószínűségi változóhoz, ha az  {\displaystyle m_{n}} valószínűséggeneráló függvények pontonként konvergálnak egy {\displaystyle m} valószínűséggeneráló függvényhez minden {\displaystyle t\in [0,\varepsilon )} esetén, ahol {\displaystyle \varepsilon \in (0,1)}.
Hasonló teljesül a valószínűségeloszlások gyenge konvergenciájára és a valószínűséggeneráló függvények pontonként konvergenciájára.

### Véletlen összegek valószínűséggeneráló függvényei
Véletlen darabszámú összeg is kiszámítható valószínűséggeneráló függvénnyel. Legyenek  {\displaystyle (X_{i})_{i\in \mathbb {N} }} független, azonos eloszlású valószínűségi változók {\displaystyle \mathbb {N} _{0}} értékekkel, és legyen {\displaystyle T} szintén {\displaystyle \mathbb {N} _{0}} értékű, az {\displaystyle (X_{i})_{i\in \mathbb {N} }} valószínűségi változóltól független valószínűségi változó! Ekkor az {\displaystyle Z=\sum _{i=1}^{T}X_{i}} valószínűségi változó valószínűséggeneráló függvénye
{\displaystyle m_{Z}(t)=m_{T}(m_{X_{1}}(t))}.
Ez az összefüggés hasznos például a Galton-Watson-folyamat elemzésére. A fenti összefüggések alapján a várható érték láncszabállyal számítható:
{\displaystyle \operatorname {E} (Z)=\operatorname {E} (T)\cdot \operatorname {E} (X_{1})},
ami megfelel a Wald-formulának.
A szórásra teljesül, hogy:
{\displaystyle \operatorname {Var} (Z)=\operatorname {Var} (T)\operatorname {E} (X_{1})^{2}+\operatorname {E} (T)\operatorname {Var} (X_{1})},
ami a Blackwell-Girshick-egyenlőség. A szorzásszabállyal és a fenti eredmények felhasználásával következik.

## Magasabb dimenzióban
Ha {\displaystyle X=(X_{1},\dots ,X_{k})} {\displaystyle k} dimenziós valószínűségi vektorváltozó, ami értékeit  {\displaystyle \mathbb {N} _{0}^{k}}-ból veszi fel, akkor valószínűséggeneráló függvénye
{\displaystyle m_{X}(t):=m_{X}(t_{1},\dots ,t_{k})=\operatorname {E} \left(\prod _{i=1}^{k}t_{i}^{X_{i}}\right)=\sum _{x_{1},\ldots ,x_{k}=0}^{\infty }f_{P}(x_{1},\ldots ,x_{k})t_{1}^{x_{1}}\dots t_{k}^{x_{k}}}
ahol {\displaystyle f_{P}(x_{1},\ldots ,x_{k})=P(X_{1}=x_{1},\dotsc ,X_{k}=x_{k})}.

### Várható érték, szórásnégyzet, kovariancia
Az egydimenziós esethez hasonlóan
{\displaystyle \operatorname {E} (X_{i})={\frac {\partial m_{X}}{\partial t_{i}}}(1,\dots ,1)\quad \forall i\in \{1,\dots ,k\}}
és
{\displaystyle \operatorname {Var} (X_{i})={\frac {\partial ^{2}m_{X}}{{\partial t_{i}}^{2}}}(1,\dots ,1)+{\frac {\partial m_{X}}{\partial t_{i}}}(1,\dots ,1)\left(1-{\frac {\partial m_{X}}{\partial t_{i}}}(1,\dots ,1)\right)\quad \forall i\in \{1,\dots ,k\}}
továbbá
{\displaystyle \operatorname {Cov} (X_{i},X_{j})={\frac {\partial ^{2}m_{X}}{\partial t_{i}\partial t_{j}}}(1,\dots ,1)-{\frac {\partial m_{X}}{\partial t_{i}}}(1,\dots ,1)\cdot {\frac {\partial m_{X}}{\partial t_{j}}}(1,\dots ,1)\quad \forall i,j\in \{1,\dots ,k\}}

## Példák
A táblázatban bemutatjuk a leggyakrabban használt diszkrét eloszlások valószínűséggeneráló függvényeit. Jegyezzük meg, hogy a binomiális eloszlás generátorfüggvénye a Bernoulli-eloszlás hatványa, mivel a binomiális eloszlás előáll független Bernoulli-eloszlások összegeként. Ugyanez teljesül a geometriai eloszlásra és a negatív binomiális eloszlásra is.
| Eloszlás                                                        | Valószínűséggeneráló függvény, {\displaystyle m_{X}(t)}                                 |
| --------------------------------------------------------------- | --------------------------------------------------------------------------------------- |
| Bernoulli-eloszlás                                              | {\displaystyle m_{X}(t)=1-p+pt}                                                         |
| Kétpontos eloszlás                                              | {\displaystyle m_{X}(t)=(1-p)t^{a}+pt^{b}}                                              |
| Binomiális eloszlás {\displaystyle B(n,p)}                      | {\displaystyle m_{X}(t)=(1-p+pt)^{n}}                                                   |
| Geometriai eloszlás {\displaystyle G(p)}                        | {\displaystyle m_{X}(t)={\frac {p}{1-(1-p)t}}}                                          |
| Negatív binomiális eloszlás {\displaystyle NB(r,p)}             | {\displaystyle m_{X}(t)=\left({\frac {p}{1-(1-p)t}}\right)^{r}}                         |
| Diszkrét egyenletes eloszlás {\displaystyle \{1,\dotsc ,n\}}-en | {\displaystyle m_{X}(t)=\sum _{k=1}^{n}{\frac {1}{n}}t^{k}={\frac {t^{n+1}-t}{n(t-1)}}} |
| Logaritmikus eloszlás                                           | {\displaystyle m_{X}(t)={\frac {\ln(1-pt)}{\ln(1-p)}}}                                  |
| Poisson-eloszlás {\displaystyle P_{\lambda }}                   | {\displaystyle m_{X}(t)=\mathrm {e} ^{\lambda (t-1)}}                                   |
| Általánosított binomiális eloszlás {\displaystyle GB(p)}        | {\displaystyle m_{X}(t)=\prod \limits _{j=1}^{n}(1-{p_{j}}+{p_{j}}{t})}                 |
| Többváltozós eloszlás                                           |                                                                                         |
| Multinomiális eloszlás                                          | {\displaystyle m_{X}(t)={\biggl (}\sum _{i=1}^{k}p_{i}t_{i}{\biggr )}^{n}}              |

## Kapcsolat más generátorfüggvényekkel
A {\displaystyle p} valószínűségi függvényű {\displaystyle X} valószínűségi változó valószínűséggeneráló függvénye a generátorfüggvény speciális esete, ahol {\displaystyle a_{i}=p\left({i}\right)} minden {\displaystyle i\in \mathbb {N} _{0}} esetén. A valószínűségszámításban további három generátorfüggvényt használnak nemcsak diszkrét valószínűségi változókra.
A momentumgeneráló függvény definíciója {\displaystyle M_{X}\left(t\right):=\operatorname {E} \left(e^{tX}\right)}. Eszerint {\displaystyle m_{X}\left(e^{t}\right)=M_{X}\left(t\right)}.
A karakterisztikus függvényt úgy értelmezik, mint {\displaystyle \varphi _{X}\left(t\right):=\operatorname {E} \left(e^{itX}\right)}. Eszerint {\displaystyle m_{X}\left(e^{it}\right)=\varphi _{X}\left(t\right)}.
A momentumgeneráló függvény logaritmusa a kumulánsgeneráló függvény, amiből a kumuláns fogalmát származtatják.